# Daniëlle Harmsen
Daniëlle Harmsen (* 25. Januar 1986 in Velsen) ist eine ehemalige niederländische Tennisspielerin.

## Karriere
Reinhard, die im Alter von acht Jahren mit dem Tennissport begann, bevorzugte Sandplätze. Sie spielte hauptsächlich auf Turnieren des ITF Women’s Circuit, bei denen sie fünf Einzel- und 33 Doppeltitel gewann.
In der deutschen Tennis-Bundesliga spielte sie 2005 für den Lintorfer TC in der 1. Liga sowie 2006 in der 2. Tennis-Bundesliga. Von 2008 bis 2011 trat sie in der 2. Liga für den Ratinger TC Grün-Weiß an.

## Turniersiege

### Einzel
| Nr. | Datum             | Turnier       | Kategorie   | Belag | Finalgegnerin       | Ergebnis      |
| --- | ----------------- | ------------- | ----------- | ----- | ------------------- | ------------- |
| 1.  | 24. Juni 2006     | Alkmaar       | ITF $10.000 | Sand  | Pauline Wong        | 6:1, 6:1      |
| 2.  | 1. Juli 2006      | Heerhugowaard | ITF $10.000 | Sand  | Debbrich Feys       | 6:1, 1:6, 6:4 |
| 3.  | 12. Juli 2008     | Brüssel       | ITF $10.000 | Sand  | Émilie Bacquet      | 6:1, 6:2      |
| 4.  | 26. November 2011 | Antalya       | ITF $10.000 | Sand  | Julija Parassjuk    | 6:1, 6:2      |
| 5.  | 4. Februar 2012   | Antalya       | ITF $10.000 | Sand  | Martina Di Giuseppe | 6:3, 6:4      |

### Doppel
| Nr. | Datum              | Turnier             | Kategorie   | Belag             | Partnerin        | Finalgegnerinnen                         | Ergebnis          |
| --- | ------------------ | ------------------- | ----------- | ----------------- | ---------------- | ---------------------------------------- | ----------------- |
| 1.  | 12. August 2006    | Rebecq              | ITF $10.000 | Sand              | Jessie de Vries  | Claire de Gubernatis Verdiana Verardi    | 6:4, 6:2          |
| 2.  | 26. August 2006    | Vlaardingen         | ITF $10.000 | Sand              | Eva Pera         | Guo Xuanyu Zhou Yimiao                   | 6:2, 7:62         |
| 3.  | 25. August 2007    | Vlaardingen         | ITF $10.000 | Sand              | Renée Reinhard   | Talitha De Groot Anna Savitskaya         | 3:6, 6:4, 6:2     |
| 4.  | 8. September 2007  | Alphen aan den Rijn | ITF $10.000 | Sand              | Renée Reinhard   | Kelly Anderson Kady Pooler               | 6:2, 6:4          |
| 5.  | 26. Januar 2008    | Kaarst              | ITF $10.000 | Teppich (Halle)   | Chayenne Ewijk   | Neda Kozić Anastasia Poltoratskaya       | 6:4, 6:1          |
| 6.  | 29. März 2008      | Tessenderlo         | ITF $25.000 | Sand (Halle)      | Marlot Meddens   | Marija Kondratjewa Olga Brózda           | 6:4, 6:4          |
| 7.  | 21. Juni 2008      | Alkmaar             | ITF $10.000 | Sand              | Renée Reinhard   | Neda Kozić Anastasia Poltoratskaya       | 6:2, 7:610        |
| 8.  | 28. Juni 2008      | Breda               | ITF $10.000 | Sand              | Renée Reinhard   | Ima Bohusch Lessja Zurenko               | ohne Spiel        |
| 9.  | 12. Juli 2008      | Brüssel             | ITF $10.000 | Sand              | Kim Kilsdonk     | Volha Duko Ineke Mergaert                | 6:4, 5:3 Aufgabe  |
| 10. | 19. Juli 2008      | Zwevegem            | ITF $25.000 | Sand              | Kim Kilsdonk     | Tadeja Majerič Iveta Gerlová             | 6:4, 6:2          |
| 11. | 8. November 2008   | Sunderland          | ITF $10.000 | Hartplatz (Halle) | Kim Kilsdonk     | Tara Moore Katharina Brown               | 6:74, 6:4, [10:4] |
| 12. | 15. November 2008  | Jersey              | ITF $10.000 | Hartplatz (Halle) | Kim Kilsdonk     | Tara Moore Elizabeth Thomas              | 7:64, 6:4         |
| 13. | 14. März 2009      | Dijon               | ITF $10.000 | Hartplatz (Halle) | Kim Kilsdonk     | Amanda Elliott Violette Huck             | 7:62, 6:1         |
| 14. | 4. April 2009      | Pelham              | ITF $25.000 | Sand              | Kim Kilsdonk     | Frederica Piedade Marie-Ève Pelletier    | 6:4, 5:7, [11:9]  |
| 15. | 14. November 2009  | Jersey              | ITF $10.000 | Hartplatz (Halle) | Kiki Bertens     | Tímea Babos Malou Ejdesgaard             | 4:6, 6:2, [10:4]  |
| 16. | 20. März 2010      | Antalya             | ITF $10.000 | Sand              | Kiki Bertens     | Fatma Al-Nabhani Andrea Koch Benvenuto   | 6:2, 6:4          |
| 17. | 11. September 2010 | Alphen aan den Rijn | ITF $25.000 | Sand              | Bibiane Schoofs  | Xenija Lykina Irena Pavlovic             | 6:3, 6:2          |
| 18. | 22. Januar 2011    | Stuttgart-Stammheim | ITF $10.000 | Hartplatz (Halle) | Marina Melnikowa | Jana Čepelová Michaela Pochabová         | 3:6, 6:4, [14:12] |
| 19. | 12. Februar 2011   | Mallorca            | ITF $10.000 | Sand              | Scarlett Werner  | Réka Luca Jani Conny Perrin              | 6:4, 6:3          |
| 20. | 12. März 2011      | Antalya             | ITF $10.000 | Sand              | Bibiane Schoofs  | Jewgenija Paschkowa Marija Scharkowa     | 6:3, 7:5          |
| 21. | 23. April 2011     | Civitavecchia       | ITF $25.000 | Sand              | Réka Luca Jani   | Diana Enache Liana Ungur                 | 6:2, 6:3          |
| 22. | 9. Juli 2011       | Craiova             | ITF $25.000 | Sand              | Diana Enache     | Elena Bogdan Mihaela Buzărnescu          | 4:6, 7:65, [10:6] |
| 23. | 16. Juli 2011      | Iași                | ITF $10.000 | Sand              | Diana Enache     | Ionela-Andreea Iova Andreea Văideanu     | 6:4, 6:1          |
| 24. | 10. September 2011 | Alphen aan den Rijn | ITF $25.000 | Sand              | Diana Enache     | Katarzyna Piter Barbara Sobaszkiewicz    | 6:2, 6:74, [11:9] |
| 25. | 29. Oktober 2011   | Antalya             | ITF $10.000 | Sand              | Diana Enache     | Laura-Ioana Andrei Camelia Hristea       | 6:0, 6:3          |
| 26. | 26. November 2011  | Antalya             | ITF $10.000 | Sand              | Diana Enache     | Dalila Jakupović Sarah-Rebecca Sekulic   | 6:1, 6:3          |
| 27. | 3. Dezember 2011   | Antalya             | ITF $10.000 | Sand              | Diana Enache     | Elena-Teodora Cadar Ioana Loredana Roșca | 7:5, 6:2          |
| 28. | 4. Februar 2012    | Antalya             | ITF $10.000 | Sand              | Diana Enache     | Ilona Kremen Emi Mutaguchi               | 6:0, 1:6, [10:6]  |
| 29. | 11. Februar 2012   | Antalya             | ITF $10.000 | Sand              | Diana Enache     | Seda Arantekin Hülya Esen                | 7:65, 6:1         |
| 30. | 4. August 2012     | Rebecq              | ITF $25.000 | Sand              | Diana Enache     | Lesley Kerkhove Marina Melnikowa         | 6:4, 6:2          |
| 31. | 11. August 2012    | Koksijde            | ITF $25.000 | Sand              | Diana Enache     | Myrtille Georges Céline Ghesquière       | 3:6, 6:3, [10:5]  |
| 32. | 8. September 2012  | Alphen aan den Rijn | ITF $25.000 | Sand              | Diana Enache     | Corinna Dentoni Justine Ozga             | 6:2, 6:=          |
| 33. | 3. November 2012   | Antalya             | ITF $10.000 | Sand              | Diana Enache     | Hülya Esen Lütfiye Esen                  | 4:6, 6:1, [10:3]  |